# Carl Jakob Christian Weiß

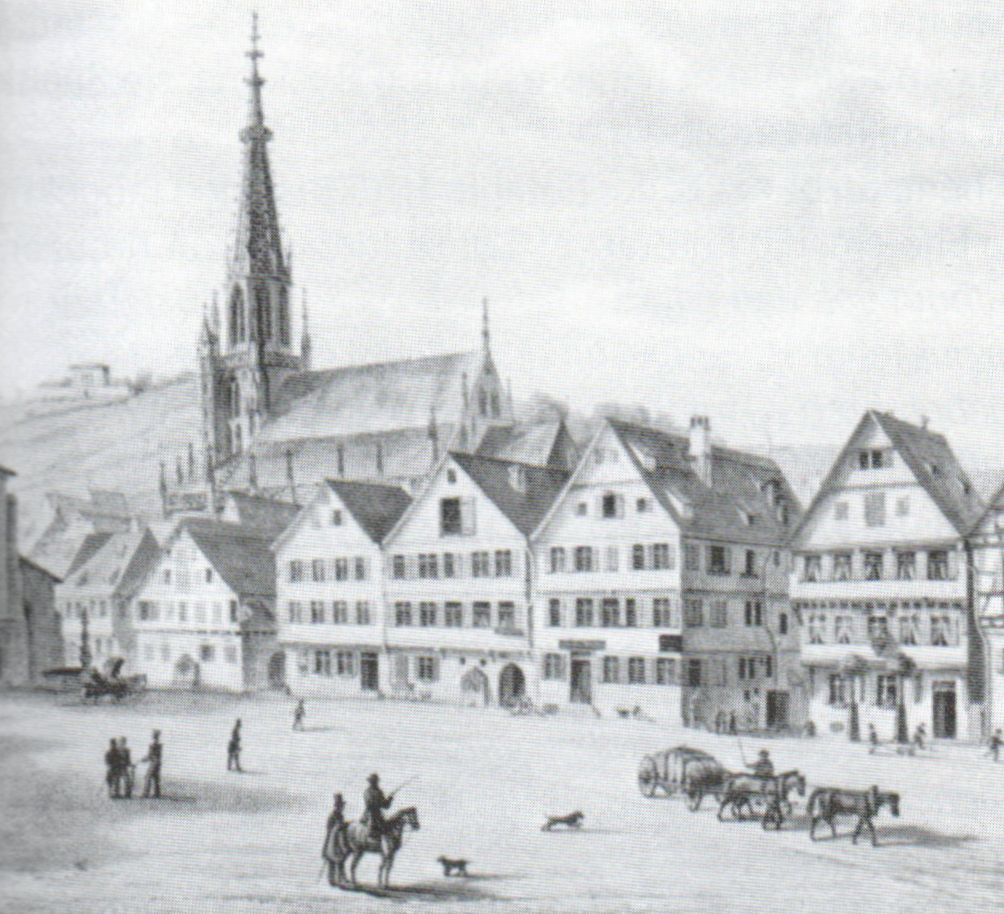
Carl Jakob Christian Weiß zu Pferde vor seinem Haus

Carl Jakob Christian Weiß (* 2. Mai 1809 in Stuttgart; † 5. November 1889 in Eßlingen am Neckar) war ein deutscher Önologe und Unternehmer. Er leitete als erstes Mitglied der Familie Weiß die Sektkellerei Kessler. Sie gilt als älteste Sektkellerei Deutschlands und war bis 2004 in den Händen seiner Nachfahren.

## Leben
Carl Jakob Christian Weiß war ein Sohn des Konditormeisters Johann Karl Christian Weiß und dessen Ehefrau Auguste Luise, geb. Asymus. Er absolvierte seine Lehrzeit bei Farben-Schill in Stuttgart und bildete sich dann in Genf fort. Ab dem 1. Juli 1835 war Weiß Teilhaber der Firma G. C. Kessler & Co. Nach dem Ausscheiden Kesslers führte er die Sektkellerei weiter. Weiß, der seine Sektflaschen von der Glashütte Buhlbach bezog, war sehr innovativ. In seinem Versuchsweinberg experimentierte er mit verschiedenen Weinsorten, die für die Sektherstellung besonders tauglich waren. Er vergrößerte die Sektkellerei, indem er Keller unter dem Speyrer Pfleghof pachtete bzw. kaufte. Weiß war an diversen industriellen Unternehmen beteiligt. Unter anderem kaufte er Teile einer Seidenspinnerei in Langenargen, die ab 1863 als Bitzmann, Bossard & Cie. firmierte und später ganz in Familienbesitz überging.
Weiß ließ in seinem Versuchsweinberg ein Sommerhaus, das heute unter Denkmalschutz steht, bauen, kümmerte sich aber auch um die Einrichtung eines Privatkrankenhauses für Arbeiter und Dienstboten, denn, wie Weiß im Anzeiger, Amts- und Intelligenzblatt schrieb: „Längst schon ist in hiesiger Stadt das Bedürfniß gefühlt, für erkrankte Arbeiter und Dienstboten eine Zufluchtstätte zu haben, da der städtische Spital zunächst nur für Eingebürgerte bestimmt ist.“ Diese Einrichtung wurde 1861 gebaut und 1862 eingeweiht.
1858 war Weiß Obmann des Esslinger Bürgerausschusses, von 1849 bis 1865 gehörte er dem Gemeinderat an, 1869 erfolgte die Gründung eines Gewerbevereins, dessen Vorstand Weiß im Jahr 1872 wurde. Auch an der Gründung des Oratorienvereins war Weiß beteiligt.
Das Haus Marktplatz 3 befand sich von 1841 bis 1910 im Besitz des Carl Jakob Christian Weiß bzw. in dem seiner Witwe; Kessler Sekt war bis zur Insolvenz im 21. Jahrhundert im Familienbesitz. Auch das 1851 erbaute Sommerhaus Weißeck mit der Adresse Gayernweg 65 in Mettingen befand sich mehr als 150 Jahre im Besitz der Familie.

## Nachkommen
Aus Genf, der Stadt seiner Jugend, stammte Weiß’ erste Ehefrau, Luise Henriette Chenaux, die er 1831 heiratete. Aus der Ehe gingen drei Kinder hervor, die Söhne August (1832–1927) und Heinrich (1836–1912) und die Tochter Julie (1840–1928), die später den Industriellen Oskar Merkel heiratete. Auf einer Lithographie, die den Esslinger Marktplatz zeigt, sollen diese drei Kinder zu sehen sein, die vor dem elterlichen Haus spielen. Der Reiter im Vordergrund stellt Carl Jakob Christian Weiß dar, wie er das Eintreffen eines Weinfuhrwerks beobachtet. Nach dem Tod seiner ersten Frau im Jahr 1869 heiratete er ein zweites Mal. Mit seiner zweiten Frau Rosa, geb. Baier, bekam er ein weiteres Kind, einen Sohn namens Emil.
Der Sekt produzierende Zweig der Familie blieb in Esslingen ansässig: August Weiß, der mit im elterlichen Haus wohnte, ehe er in die Ebershaldenstraße 5 übersiedelte, übernahm später die Leitung der Sektkellerei, die 1902 auf seinen Sohn Rudolf Johannes überging, für den das Wohnhaus Kanalstraße 26 gebaut wurde.
Heinrich Weiß hingegen erhielt die Seidenzwirnerei in Langenargen. Er überwarf sich jedoch mit seinem Vater und sorgte dafür, dass dieses Familienunternehmen keine lange Tradition entwickeln konnte: Testamentarisch fand er seinen ersten Sohn ab, den zweiten verpflichtete er, die Seidenzwirnerei aufzugeben, die ehemaligen Arbeitnehmer durch eine Stiftung lebenslang zu unterstützen und in Langenargen eine evangelische Kirche zu bauen.

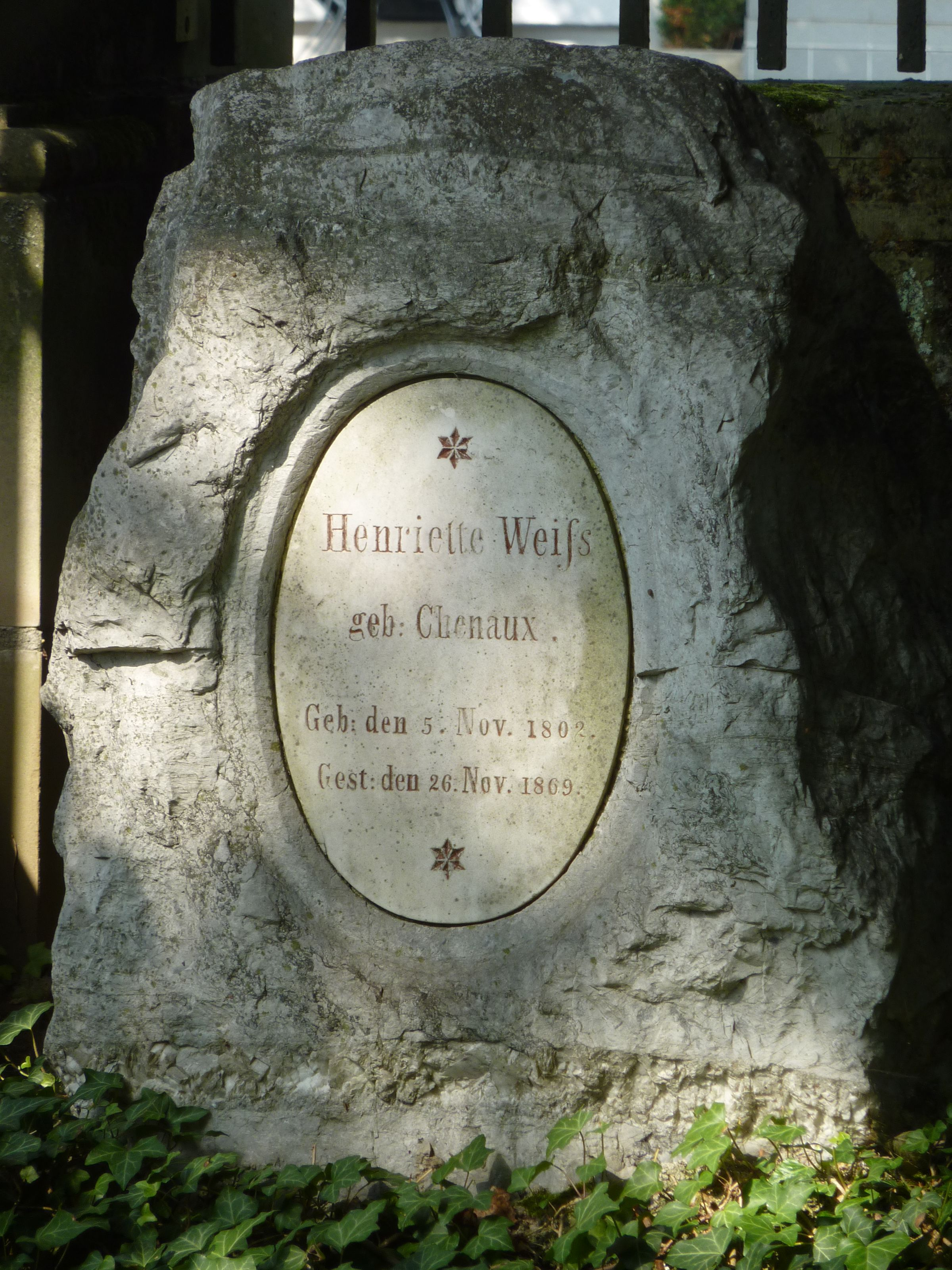
Grabstein der Luise Henriette Weiß, geb. Chenaux
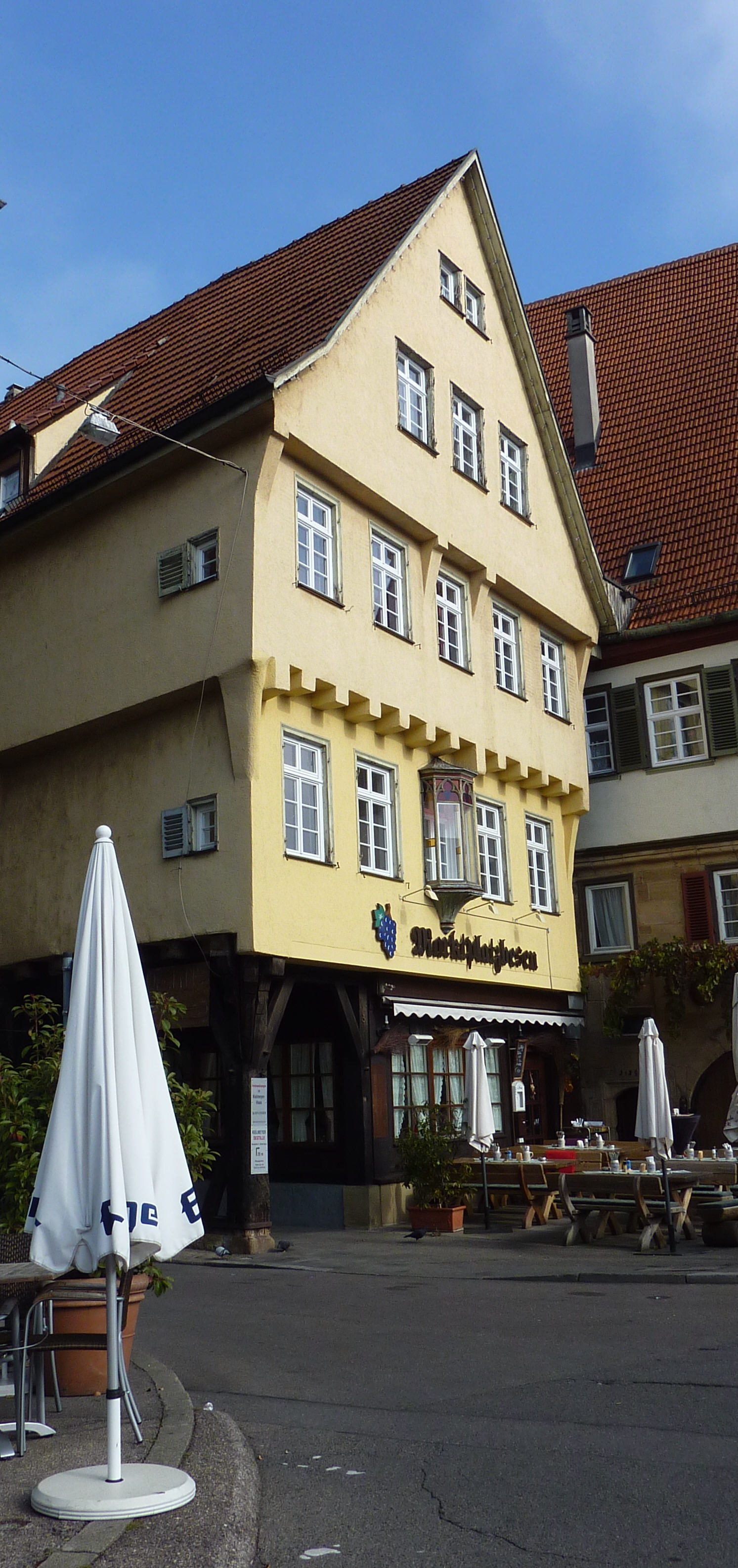
Das Wohnhaus am Marktplatz, einst Spitalplatz 13